# ستيفن باريرا
ستيفن باريرا (بالإنجليزية: Steven Barrera)‏ هو لاعب كرة قدم أمريكي في مركز حراسة المرمى، ولد في 17 أغسطس 1993 في بيلفلاوير في الولايات المتحدة. لعب مع Ventura County Fusion ‏.